# 管蚜蠅亞科
管蚜蠅亞科（學名：Eristalinae，亦作）是食蚜蠅科之下一個雙翅目昆虫四個亞科級分類之一，包括有最為人所認識的物種為長尾管蚜蠅（Eristalis tenax）。

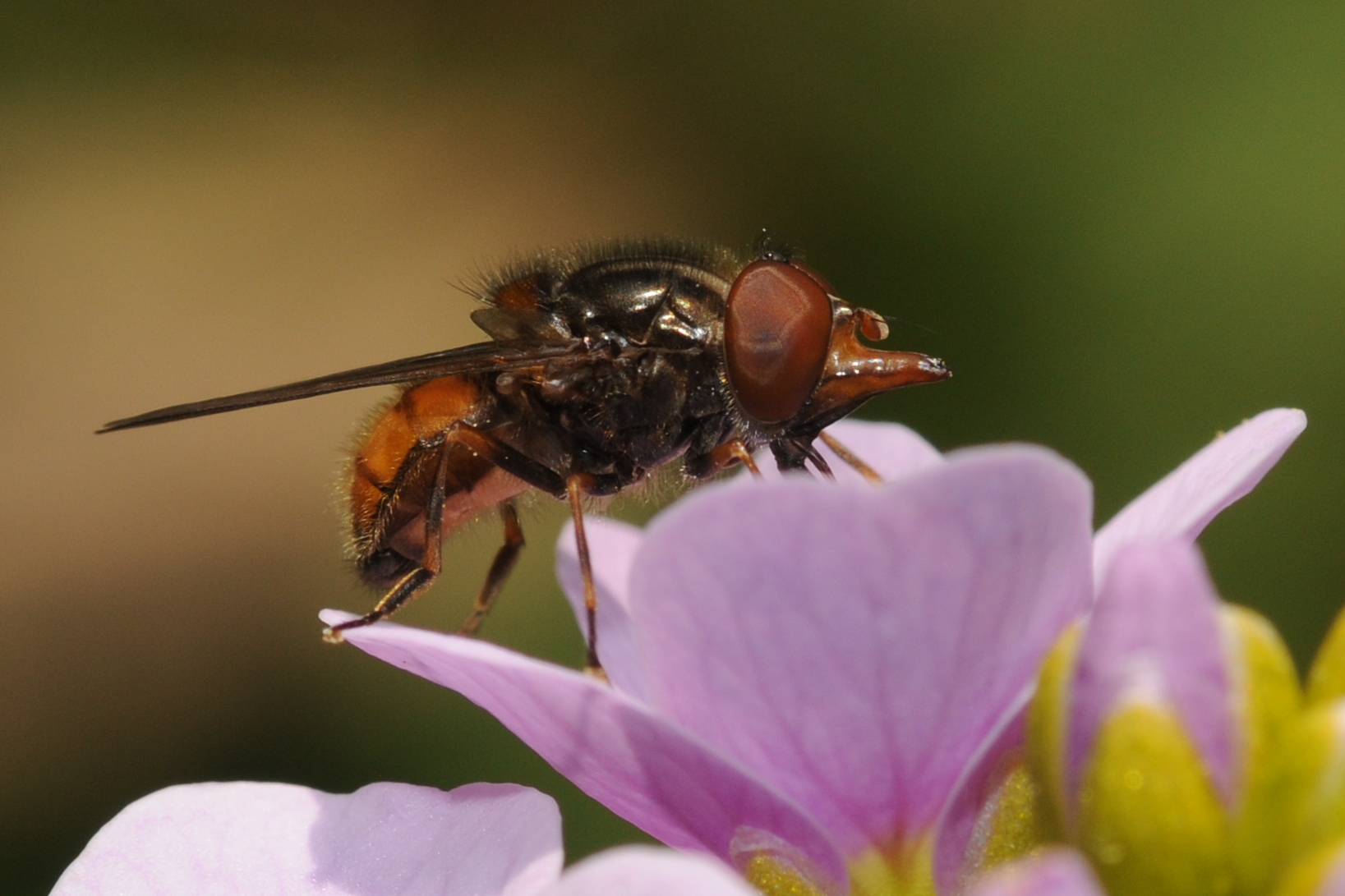
Rhingia屬的物種

## 形態描述
本亞科物種的幼蟲叫作蛆，体短，圆柱形，末端有类似于鼠尾的长尾，故名「鼠尾蛆」（Rat-tailed maggots）。這條「長尾」其實是牠們的呼吸管，連往牠們的後氣孔。不同物種的蛆有不同顏色。牠們生活在樹液小徑、樹皮下，腐爛樹木的孔洞、以及如糞便和堆肥中的腐爛有機物質。大多數幼蟲以腐爛的有機碎片為食。牠們是多種水生介質中的濾食者，過濾水中的微生物與其他物質為食。有部分物種以鱗莖為食，被認為是花園害蟲。

## 分類
管蚜蠅亞科可分為下列九個族、17個亞族：
- Tribe Brachyopini
  - Subtribe Brachyopina
  - Subtribe Spheginina
- Tribe Callicerini
- Tribe Cerioidini
- 管蚜蠅族 Eristalini Rondani, 1845
  - 管蚜蠅亞族 Eristalina Rondani, 1845
  - Subtribe Helophilina
- Tribe Sericomyiini
- Tribe Eumerini
- 迷蚜蠅族（Milesiini Latreille, 1804）
  - Subtribe Blerina
  - Subtribe Criorhinina
  - 迷蚜蠅亞族（Milesiina Latreille, 1804）
  - Subtribe Temnostomina
  - Subtribe Tropidiina
  - Subtribe Xylotina
- Tribe Rhingiini
  - Subtribe Cheilosiina
  - Subtribe Pelecocerina
  - Subtribe Psarina
  - Subtribe Rhingiina
- Tribe Volucellini

Pipizini舊屬本亞科，現時被升格為食蚜蠅科之下的一個亞科，是為Pipizinae亞科。

## 外部連結
- 維基物種上的相關：管蚜蠅亞科
- . Bugguide.net.   [2018-11-14]. （原始内容存档于2021-03-13）.